# 龙背乡
龙背乡，是中华人民共和国四川省巴中市巴州区曾经下辖的一个乡。2019年12月，撤销羊凤乡和龙背乡，将原羊凤乡和原龙背乡所属行政区域划归鼎山镇管辖。

## 行政区划
龙背乡撤销前下辖以下地区：
龙湖社区、联谊社区、清溪村、天马村、清泉村、马鞍村、寸垭村、檬子村、合治村、拱桥村、玉凤村和写字村。